# Cushingův syndrom
Cushingův syndrom [kʊʃɪŋg]IPA, známý také jako hyperadrenokorticismus či hyperkorticismus, je endokrinní porucha způsobená vysokou hladinou kortizolu v krvi. Syndrom může být způsoben příjmem glukokortikoidů nebo nádory produkujícími kortizol či adrenokortikotropním hormonem (ACTH). Příčinou onemocnění může být adenom hypofýzy, která produkuje velké množství ACTH, které následně způsobí nadprodukci kortizolu v nadledvinách.
Mezi projevy nemoci patří zvýšená chuť k jídlu, obezita, únava, změny nálad, deprese, zvýšení krevního tlaku (hypertenze) a diabetes mellitus, zvýšení krevního cukru (hyperglykémie), snížení hustoty kostní hmoty (osteoporóza), snížení sexuálního pudu či poruchy menstruace.
Cushingův syndrom se nevyskytuje pouze u člověka, ale je také poměrně častý u domestikovaných psů a koní. Popsán byl v roce 1932 Američanem Dr. Harvey Cushingem.
Patofyziologicky se rozlišuje:
- primární Cushingův syndrom – produkce kortizolu je neregulovaná, jeho nadbytek je způsoben poruchou nadledvin nebo podáváním kortikoidů,
- sekundární Cushingův syndrom – příčinou nadprodukce je zvýšená produkce ACTH, většinou adenomem hypofýzy (Cushingova nemoc) nebo jako paraneoplastický syndrom doprovázející některá nádorová onemocnění.